# Portezuelo (Chile)
Portezuelo – miasto w Chile, w regionie Ñuble, w prowincji Itata.